# Bjarni Viðarsson
Bjarni Þór Viðarsson (* 5. März 1988 in Reykjavík) ist ein ehemaliger isländischer Fußballspieler. Er spielte im offensiven Mittelfeld.

## Karriere

### Verein
Bjarni Viðarsson kam im Sommer 2004 von FH Hafnarfjörður zum FC Everton. Er verbrachte den Großteil der Zeit in der Reserve, trainierte aber auch mit der A-Mannschaft. Bjarni war Auswechselspieler beim Spiel gegen Newcastle United im St. James Park im Februar 2006, er kam aber nicht zum Einsatz. Einen Monat später unterzeichnete er seinen ersten Vertrag als Profi.
Am 5. Februar 2007 wurde er für einen Monat an den AFC Bournemouth ausgeliehen. Bjarni spielte bei diesem Verein im linken und nicht wie sonst im zentralen Mittelfeld. Er schoss ein Tor für Bournemouth, bevor er wegen des verletzten Tim Cahill wieder nach Everton wechselte. Dort debütierte er am 20. Dezember 2007 für Everton als Auswechselspieler (in der 68. Minute eingewechselt) im UEFA-Pokal-Spiel gegen AZ Alkmaar.
Am 29. Januar 2008 wurde angekündigt, dass Bjarni Viðarsson an den FC Twente bis zum 30. Juni ausgeliehen werde. Am 15. Mai 2008 wurde er von Twente fest verpflichtet.
Im Sommer 2009 wechselte er zum KSV Roeselare. Sein Debüt in der ersten belgischen Liga gab er bei einer 5:1-Niederlage gegen den KAA Gent. Ein Jahr später wechselte er zum KV Mechelen. Die folgenden Spielzeiten lief er für Silkeborg IF auf. Weitere drei Saisons, bis zu seinem Karriereende, war Viðarsson für FH Hafnarfjörður aktiv. Mit dem Verein feierte er zweimal, 2015 und im Folgejahr, die isländische Meisterschaft.

### Nationalmannschaft
2007 wurde Bjarni in den Kader der isländischen Fußballnationalmannschaft aufgenommen und hatte einen Einsatz. Er spielte für Island bereits in den U16-, U17-, U18-, U19- und U21-Mannschaften.
Sein einziges Länderspiel für die Isländische Fußballnationalmannschaft war im Februar 2008 gegen Russland.

## Wissenswertes
- Bjarni Viðarsson kommt aus einer Fußballerfamilie; seine Brüder Arnar und Davíð haben beide schon für die isländische Nationalmannschaft gespielt. Ihr Vater, Viðar Halldorsson, war ebenfalls ein professioneller Fußballer.